# Kibinho
Fabrício Cândido Araújo da Silva, mais conhecido como Kibinho, (Gaia, 24 de outubro de 1981) é um jogador de voleibol luso-brasileiro.

## Biografia
Kibinho é internacional por Portugal ostentando no seu currículo sete Campeonatos, cinco Taças de Portugal, quatro Supertaças e cinco Campeonatos de Voleibol de Praia, tendo passado por clubes como o Sporting Clube Espinho, o Vitória de Guimarães e o Sport Lisboa e Benfica.
Com 1,96 metros e 96 quilos, é um central com capacidade de finalizações rápidas, mas também de sucesso nos blocos na rede, sendo a grande aposta dos Leões para a zona central ofensiva da quadra.
Depois de ter sido campeão nacional em voleibol de praia em 2010, 2011, 2012, 2014 e 2016, Kibinho conquistou o campeonato pela sexta vez a 19 de agosto de 2017, agora com a particularidade de já ser atleta do Sporting.